# Абхазы в Турции
Абхазы в Турции — диаспора абхазов около 300-500 тысяч граждан Турции согласно демографам. Диаспора в Турции является самой крупной и старейшей абхазской диаспорой в мире, количество абхазов в Турции в несколько раз превышает количество абхазов на родине.

## История
Первые абхазы во внутренних регионах Османской империи стали появляться задолго до «махаджирства». Эвлия Челеби, мать которого сама турецкая абхазка, в своей «Книги путешествия» пишет: 

В горах [племени] камыш водятся такие крупные кабаны, что каждый из них ростом с осла. Хотя у них есть гавань, но её деятельность не очень оживлённа, потому что население чрезвычайно мятежно. Среди них есть абаза, приехавшие из Топхане, из Стамбула и из Египта. У них много мечетей и много мусульман с семьями и домочадцами..— Книга Путешествия
Абхазы были также и среди мамлюков, абхазского происхождения был Али-бей аль-Кабир. Господарь Молдавии, Дмитрий Кантемир, также перечисляет в своих трудах высокопоставленных абхазов на османской службе.
Нынешняя абхазская диаспора Турции — это потомки абхазов-махаджиров, вынужденных переселенцев из-за поражения в Кавказской войне. Абхазы и абазины, ровно как и черкесы, прославились на военном поприще, известно огромное количество полковников и генералов османской, а после и турецкой армии. Абхазские девушки также пользовались популярностью, многие девушки дворянских и княжеских родов стали жёнами османских султанов, а также других высокопоставленных лиц Османской империи.
На данный момент в Турции созданы общественные фонды абхазской и абазинской диаспоры, поддерживается контакт с соотечественниками из Абхазии. Также комитет по репатриации Республики Абхазия, проводит политику возвращения этнических абхазов и абазин на родину. В настоящее время в Абхазии проживает несколько тысяч турецких абхазов, они склонны к быстрой интеграции и являются неотъемлемой частью абхазского общества.

## Интересные факты
- В Турции проживают представители ныне отсутствующих в Абхазии этнографических групп: садзы, псхувцы, гумцы и другие.
- Охрана Владислава Григорьевича Ардзинба, первого президента Республики Абхазия, в основном состояла из турецких абхазов.
- Раджап Багапш, дед второго президента Республики Абхазия Сергея Багапша, был выходцем из турецких абхазов.